# Masih Alinejad
Masih Alinejad  (de son vrai nom Masoumeh Alinejad-Ghomi en persan : مسیح علی‌نژاد), est née le 11 septembre 1976 à Babol, en Iran. Masih Alinejad est une journaliste, écrivaine, militante politique américaine d'origine iranienne. Alinejad est actuellement directrice et productrice sur VOA Persian Service, correspondante de Radio Farda,,,,,, elle donne également des interviews sur la chaîne de télévision Manoto (en) et elle contribue en tant que éditrice sur la plateforme IranWire (en).
Masih Alinejad est connue pour ses nombreuses critiques sur les autorités iraniennes, notamment sur la condition des femmes iraniennes en Iran. Elle a été contrainte de quitter l'Iran en 2009 et vit maintenant en exil à New York. Cette activiste iranienne a remporté plusieurs prix, telle que le prix du Sommet de Genève pour les droits humains et la démocratie de 2015 pour les droits des femmes, le prix Omid du journalisme de la Fondation Mehdi Semsar (en) et le Prix de l'excellence médiatique de l'AIB (en),,,.
Masih Alinejad a également lancé le mouvement « My Stealthy Freedom » (traduit en français par « Ma liberté furtive ») en 2014, afin de dénoncer le port forcé du hijab en Iran. Ce mouvement a été suivi par de nombreuses femmes en Iran. Elle a également lancé d'autres mouvements comme #MyCameraIsMyWeapon (traduit en français par « Ma camera est mon arme ») ou #WhiteWednesdays (traduit en français par « Mercredi blanc »).
Elle a publié en 2018 un livre intitulé The Wind in My Hair (traduit en français par « Le vent dans mes cheveux »).
En 2019, Masih Alinejad a poursuit le gouvernement iranien devant un tribunal fédéral américain pour harcèlement contre elle et sa famille.
Elle est issue d'une famille pauvre rurale du nord de l'Iran.

## Journalisme
Elle est présentatrice, rédactrice et journaliste pour le service persan de Voice of America, un réseau de télévision appartenant au gouvernement américain et diffusant des émissions destinées aux Iraniens. Elle perçoit pour ce travail une rémunération de plus de 305 000 dollars entre mai 2015 et septembre 2019.
Elle est régulièrement interrogée par les médias américains concernant l'actualité de l'Iran.
Elle justifie l'assassinat en janvier 2020 du général iranien Qassem Soleimani par l’administration Trump, affirmant qu'il était détesté de la population iranienne et que son assassinat pourrait favoriser le retour au calme dans la région.

## Pressions des forces de sécurité iraniennes sur sa famille et menaces sur sa sécurité
Le 23 septembre 2020, les forces de sécurité de la République islamique ont arrêté trois membres de sa famille en représailles contre son activisme en faveur des droits des femmes, selon Amnesty International. Le frère d'Alinejad, Alireza Alinejad, est arrêté à Téhéran, tandis que Hadi et Leila Lotfi, frère et sœur de son ancien mari, Max Lotfi, sont arrêtés dans la ville de Babol, dans le nord du pays, par des fonctionnaires du ministère des Renseignements,.
Le 13 juillet 2021, le ministère américain de la Justice a révélé un complot dans lequel quatre responsables du renseignement iranien et un cinquième comparse prévoyaient depuis juin 2020 d'enlever un journaliste basé à New York ainsi qu'une personne au Royaume-Uni et trois autres au Canada, pour dissidence contre l'État iranien. Alinejad a révélé qu'elle était l'une des cibles. Les comploteurs essayaient de l'attirer dans un pays tiers, où un enlèvement était prévu,.
En juillet 2022, un homme de 23 ans nommé Khalid Mehdiyev est arrêté alors qu'il tentait de pénétrer dans sa maison de Brooklyn, avec un fusil d'assaut de type AK-47 caché dans sa voiture, muni d'une soixantaine de balles. Le même jour, l'homme est arrêté par la police fédérale à un pâté de maisons du domicile d'Alinejad, après avoir commis une infraction routière ; il fait maintenant face à plusieurs accusations fédérales,.